# فرودگاه مک‌کلیلان–پالومار
فرودگاه مک‌کلیلان-پالومار (به انگلیسی: McClellan-Palomar Airport) یک فرودگاه همگانی بهره‌برداری هوایی با کد یاتا CLD است که یک باند فرود آسفالت دارد و طول باند آن ۱۴۹۳ متر است. این فرودگاه در شهر اوشن ساید، کالیفرنیا کشور ایالات متحده آمریکا قرار دارد و در ارتفاع ۱۰۱ متری از سطح دریا واقع شده‌است.